# Leslee Smith
Leslee Jishawn Smith (Tortola, 17 luglio 1990) è un cestista anglo-verginiano.

## Carriera
Con le Isole Vergini Britanniche ha disputato tre edizioni dei Campionati caraibici (2009, 2014, 2015).